# Universal+
Universal+ (Universal Plus) es un grupo de canales de televisión por suscripción premium latinoamericano de origen estadounidense, que se centra en la emisión de películas y series de carácter exclusivo que no son vistas en otros canales, el cual actúa también como plataforma de streaming. Es propiedad de NBCUniversal, operado por NBCUniversal International Networks y distribuido por Ole Distribution, una empresa formada entre Ole Communications y Warner Bros. Discovery.

## Historia
La plataforma comenzó a operarse en diciembre de 2018, anteriormente como Universal TV+, ofreciendo contenidos de varios canales hermanos de NBCUniversal en Latinoamérica, pero con inicio de sesión requerido de cada operador.  El 4 de diciembre de 2020, la plataforma se renombró nuevamente como Universal+, aunque no se especificaron costos del servicio.
El surgimiento de Universal+ como un paquete premium comenzó el 24 de agosto de 2021, cuando varias páginas especializadas y redes sociales difundieron información extraoficial de lo que podría ser el grupo de canales premium a ser lanzado y comercializado en Latinoamérica, de esta forma que Ole Distribution apostaría al negocio de la televisión premium con cargo adicional, anteriormente cuando HBO Latin America Group entró al modelo de la televisión premium, varios años después fue vendida su participación a WarnerMedia.
En una filtración de un comunicado oficial de DirecTV, se revelaron detalles del paquete premium, así como los nuevos canales para ser comercializados, entre ellos Universal Premiere, Universal Cinema, Universal Crime, Universal Comedy y Universal Reality. 
El grupo estaba previsto para iniciar sus emisiones el 2 de diciembre de 2021, inicialmente en DirecTV y Sky, pero por problemas técnicos, el lanzamiento se pospuso en Sky en México y Centroamérica para el 3 de diciembre del mismo año, mientras que para DirecTV se pospuso para el 6 de diciembre.
Para 2022, el paquete premium comenzó a distribuirse en diferentes cableoperadores de Latinoamérica.

## Canales
El grupo está compuesto de 5 canales premium de contenido exclusivo, las cuales son:
- Universal Premiere: está centrado en la emisión de series de estreno, nuevas temporadas y series aclamadas. Posee 2 señales, Este y Oeste.
- Universal Cinema: está centrado en la emisión de películas de estreno, galardonadas, destacadas y mejor aclamadas. Posee 2 señales, Este y Oeste.
- Universal Crime: está centrado en la emisión de series de acción, investigación y alto impacto criminal.
- Universal Comedy: está centrado a la emisión de cine y series de comedia.
- Universal Reality: está centrado en la emisión de entretenimiento, game show y reality shows no guionados, la cual tiene contenido de E!.